# 张镇 (北京市)
张镇是中国北京市顺义区下辖的一个行政建制镇。

## 历史
张镇历史最早可追溯至战国时期燕国在这里设立的东西南北四座兵营（今余北营、西营），辽代建有张各庄村，清朝末年至民国初年形成镇域。
1949年4月，由三河县（今河北省三河市）划属顺义县(今北京市顺义区)第六区。或说，1952年后，三河县下属的李遂镇、杨镇、张镇划归北京市顺义区，马坊镇、大兴庄镇、峪口镇划归北京市平谷区。
1990年，撤乡建镇，得现名，1998年，与其北面的赵各庄乡合并为张镇。

## 地理
张镇位于顺义区东部，西临平谷区马昌营镇、峪口地区，南界大孙各庄镇，东与杨镇接壤，北与龙湾屯镇接界。

### 地形
张镇地处顺义区最东端，属浅山区，辖境内有大小山脉29座。

### 地质
少部分土地为山地、河滩地，主要是是肥沃的轻壤土地及壤土地。森林总面积1460公顷，林木覆盖率27.3%。

### 气候
张镇地区属于温带季风气候，全镇全年平均气温11.6°C，夏季平均气温24.8°C，冬季平均气温－3°C。年降水量平均为695.4毫米，年降水量最大时是1406毫米，年降水量最小为333毫米。平均霜期180天（以地面凝结白霜），初霜期在10月12日左右，终霜期在4月10日左右。年日照2793.7小时左右，全年积温4143°C（大于10°C的积温）。

## 行政区划
张镇下辖以下地区：
永强家园社区、浅山香邑社区、良山村、小三渠村、麻林山村、贾家洼子村、李家洼子村、吕布屯村、雁户庄村、港西村、大故现村、刘辛庄村、张各庄村、厂门口村、虫王庙村、北营村、西营村、小曹庄村、驻马庄村、柏树庄村、白辛庄村、赵各庄村、后王会村、前王会村、后苏桥村、前苏桥村、王庄村、聂庄村、朱庄村、侯庄村和行宫村。

## 交通
张镇位于顺义区与平谷区交界处，东西方向顺平路贯穿全境，是连接顺义区与平谷区的重要交通枢纽。另外，大秦铁路也经过该镇。

## 经济

### 农业

#### 种植业
种植业是张镇经济发展的基础产业。平原地区以粮食作物种植为主。山地和环山地区以果品种植为主，主要的果品包括苹果、梨、樱桃、李子等。

#### 养殖业
经过长期的发展，张镇的养殖业已具有一定的规模。镇域内有大型养猪场3个，大型养鸡场2个，另有养牛场1个，养鸽场1个。

### 工业

#### 主要产业
张镇工业的主要产业包括机械加工业、轻型建材业和服装业。

#### 张镇工业区
该镇工业主要集中于张镇工业区，位于顺平路南北两侧，距首都国际机场约30公里，据天津港（塘沽）约200公里。主要入驻企业包括张镇机械厂、张镇服装厂、北京鑫极泰克自动化设备有限公司、北京广厦新源石化设备制造有限公司、北京迪蒙卡特机床有限公司、北京普利集团等。

### 服务业

#### 旅游业
镇域内建有莲花山滑雪场、龙凤山风景区两个主要旅游景点，每年吸纳大量游客。

## 文化

### 灶王爷传说
张镇一直流传灶王爷是张各庄人的说法，有俗语说：“灶王爷本姓张，家住张各庄”。目前，张镇部分村民家中仍然供奉着灶王爷的画像和灶王龛，每年祭灶接灶仪式都按时进行。。
2007年张镇灶王爷传说入选北京市级非物质文化遗产名录（第二批）。